# Llano Point
Llano Point är en udde i Antarktis. Den ligger i Sydshetlandsöarna. Argentina, Chile och Storbritannien gör anspråk på området.
Terrängen inåt land är kuperad. Havet är nära Llano Point österut. Trakten är glest befolkad. Närmaste befolkade plats är Commandante Ferraz Station, 10,1 kilometer norr om Llano Point. 